# Reattore chimico

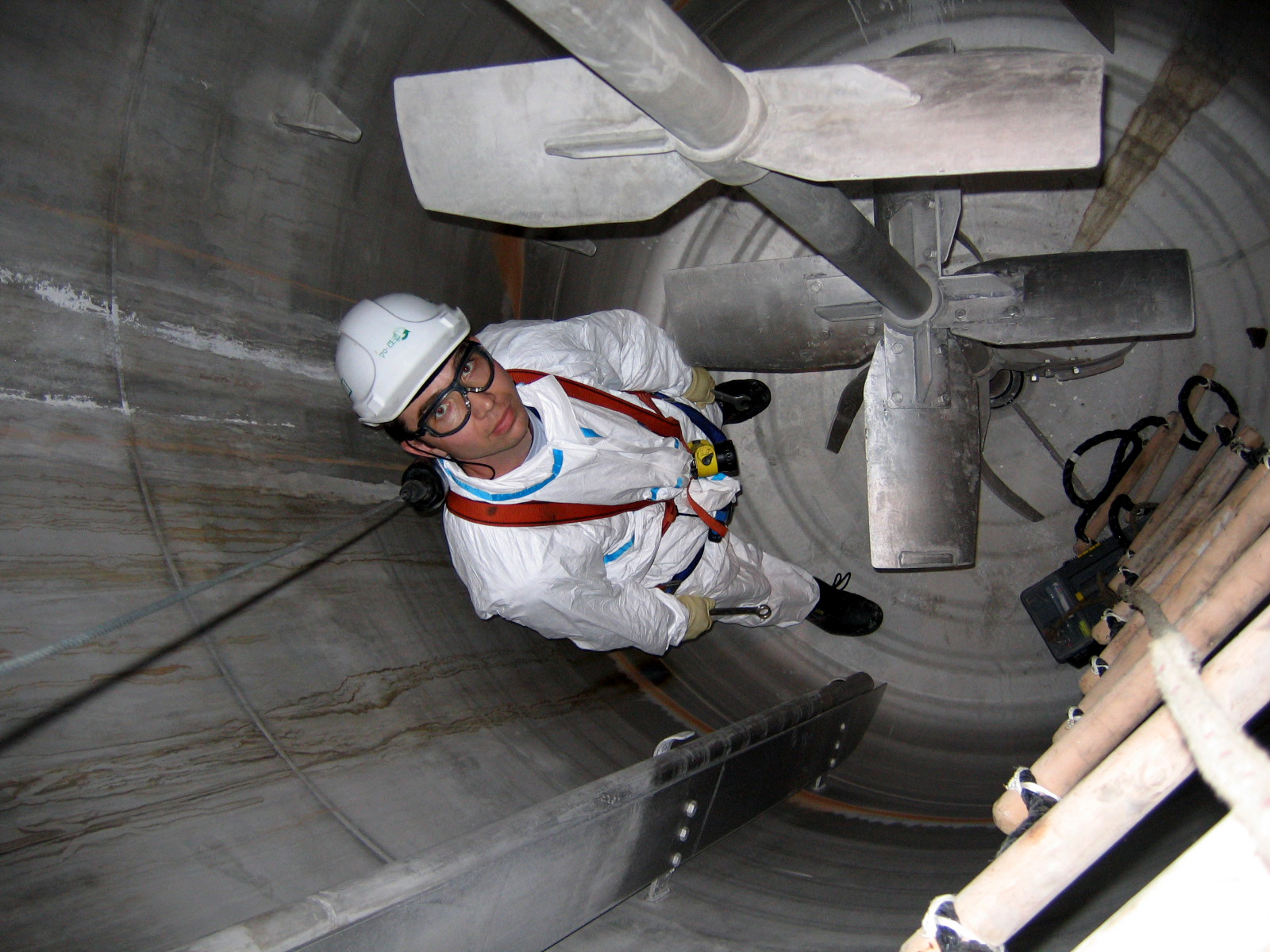
Manutenzione di un reattore CSTR

Nell'ingegneria chimica e nella chimica industriale, un reattore chimico è un contenitore progettato per farvi avvenire una reazione chimica.
Esistono diverse tipologie di reattore chimico, in funzione della reazione da svolgervi e della natura chimica e delle sostanze coinvolte, nonché dalla modalità di conduzione della reazione: continua o discontinua (a lotti o batch).
La progettazione di un reattore chimico tiene conto di numerosi aspetti chimici ed ingegneristici. Deve garantire che la reazione abbia luogo con la migliore resa e con la minore spesa possibile. Deve inoltre essere presa in considerazione la pericolosità della reazione e la tossicità di reagenti e prodotti coinvolti.
Tra i normali costi di un reattore rientrano quelli per l'acquisto delle materie prime, per l'energia da fornire (ad esempio per l'agitazione o il riscaldamento), per l'energia da rimuovere (qualora sia necessario raffreddare l'ambiente di reazione) nonché quelli del lavoro umano legato alla conduzione della reazione.
In un reattore chimico è necessario che vengano assicurate:
- la miscelazione dei reagenti
- condizioni termiche ottimali.

La miscelazione dei reagenti può essere ottenuta tramite l'utilizzo di miscelatori statici o agitatori.

Le condizioni termiche ottimali (temperatura, pressione) possono essere mantenute mediante l'uso di scambiatori di calore, condensatori, compressori ecc.

## Classificazione dei reattori chimici

### Reattori continui e discontinui
I processi chimici e quindi i reattori sono divisibili in due famiglie:
- Processi continui: ogni unità che compone l'impianto chimico, quindi anche il reattore (che può essere di tipo CSTR, PFR o PBR), opera 24 ore al giorno, 7 giorni su 7, a condizioni praticamente sempre costanti. Normalmente si effettuano fermate dell'impianto solo per operazioni di manutenzione e solo ogni due o più anni.
- Processi discontinui: nei processi discontinui alcune unità, normalmente i reattori batch, operano secondo dei cicli tipo carico-reazione-svuotamento.

### Reattori chimici ideali
I reattori chimici ideali sono:
- Batch: reattore discontinuo a tank;
- Semibatch: reattore discontinuo a tank;
- CSTR (Continuous Stirred Tank Reactor): reattore continuo a tank a miscelazione totale;
- PFR (Plug Flow Reactor): reattore continuo tubulare;
- LFR (Laminar Flow Reactor): reattore continuo a moto laminare;
- PBR (Packed Bed Reactor): reattore continuo a letto impaccato.

I reattori chimici ideali sono delle approssimazioni teoriche dei reattori chimici reali. Ognuno di essi ha delle assunzioni teoriche che si avvicinano alla realtà, grazie alle quali la modellazione del reattore viene semplificata.
Ad esempio nel reattore PFR si assume vera la condizione di flusso a pistone, ovvero si ipotizza che il [profilo di velocità] della corrente all'interno del reattore sia piatto (cioè che si abbia velocità costante in ogni sezione trasversale). Questa ipotesi è verificata con buona approssimazione nel caso di regime turbolento completamente sviluppato (cioè per numeri di Reynolds elevati), mentre nel caso di regime laminare il profilo di velocità è di tipo parabolico.
Nel reattore CSTR invece si assume vera la condizione di miscelazione perfetta (che implica che la miscela all'interno del reattore sia perfettamente omogenea), che non è completamente raggiungibile nella pratica, ma alla quale ci si può avvicinare progettando in maniera adeguata il sistema di miscelazione (a questo proposito, ad esempio, il grado di miscelazione aumenta predisponendo dei "setti frangivortice" sulle pareti interne del recipiente).

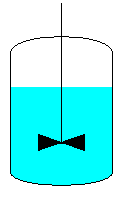
Reattore batch
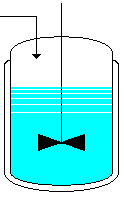
Reattore semibatch
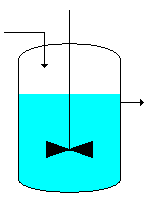
Reattore CSTR
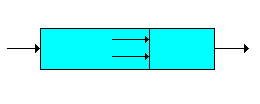
Reattore PFR

### Reattori per reazioni con catalizzatore eterogeneo
Nel caso in cui la reazione all'interno del reattore si svolga tramite l'uso di un catalizzatore eterogeneo, bisogna predisporre uno spazio (chiamato "letto") all'interno del reattore in cui fissare o fare muovere il catalizzatore (solido).
Alcuni modelli costruttivi di reattori utilizzati per svolgere reazioni attivate da catalizzatore eterogeneo sono i seguenti:
Reattori bifase fluido-solido
- reattore agitato
  - reattore agitato batch
  - reattore Carberry
- reattore a letto fisso (in inglese fixed bed reactor)
  - a flusso assiale
  - a flusso radiale
- reattore a letto mobile (in inglese moving bed reactor)
  - reattore a letto trascinato
  - reattore a letto fluidizzato

Reattori trifase a letto fisso
- reattore a gocciolamento[2]
- packed bubble bed reactor

Reattori trifase a letto mobile
- ebullated reactor
- slurry bubble column reactor
- reattore slurry agitato

Reattore agitato
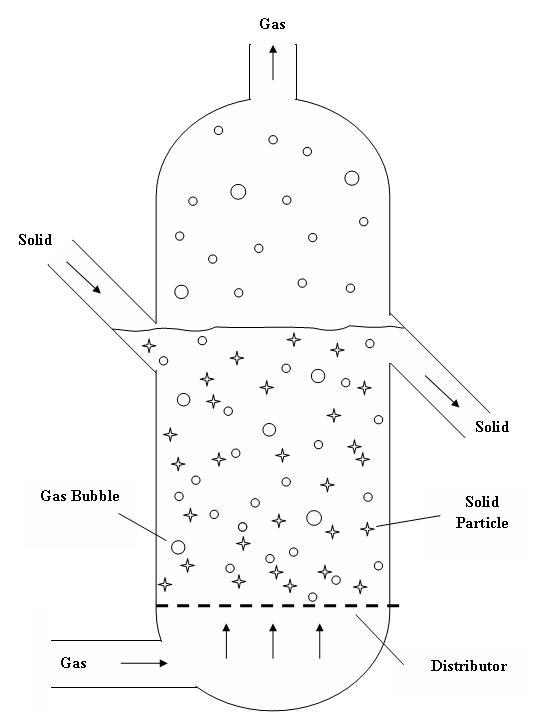
Reattore a letto fluidizzato
Reattore a gocciolamento